# Sverre Hansen
Sverre Hansen (Larvik, 23 de juny de 1913 - 22 d'agost de 1974) fou un futbolista noruec de la dècada de 1930.
Disputà 15 partits amb la selecció de futbol de Noruega entre 1933 i 1936, amb la qual guanyà la medalla de bronze als Jocs Olímpics de 1936 i participà en el Mundial de 1938, com a jugador reserva. Fou jugador del club Fram Larvik.